# Tanginoa Halaifonua
Pas d'image ? Cliquez ici

a Compétitions nationales et continentales officielles uniquement.

b Matchs officiels uniquement.
Dernière mise à jour le 11 mars 2024.
Tanginoa Halaifonua, né le 20 septembre 1996, est un joueur de rugby à XV international tongien évoluant aux postes de troisième ligne aile, troisième ligne centre ou deuxième ligne. Il joue avec le club du Stade français en Top 14.

## Biographie
Tanginoa Halaifonua rejoint le centre de formation du Lyon OU et possède le statut de JIFF (joueur issu des filières de formation).
Pour la saison 2018-2019, il est prêté au RC Massy en Pro D2 pour engranger du temps de jeu.
En 2019 il prolonge avec le Lyon OU pour deux saisons supplémentaires, mais s'engage finalement au FC Grenoble pour deux ans à partir de juillet 2020. Entre-temps, il participe au Supersevens 2020 sous le maillot lyonnais.
Durant la saison 2022-2023, son club termine à la deuxième place de la phase régulière du championnat et se qualifie jusqu'en finale où il affronte Oyonnax. Pour ce match, Tanginoa Halaifonua est titulaire et joue 53 minutes avant d'être remplacé par Talalelei Gray mais le FC Grenoble s'incline sur le score de 14 à 3.

## Palmarès
- Championnat de France de Pro D2 :
  - Vice-champion (1) : 2023 avec le FC Grenoble.
- Barrage d'accession au championnat de France :
  - Finaliste (1) : 2023 avec le FC Grenoble.